# 烏克蘭能源

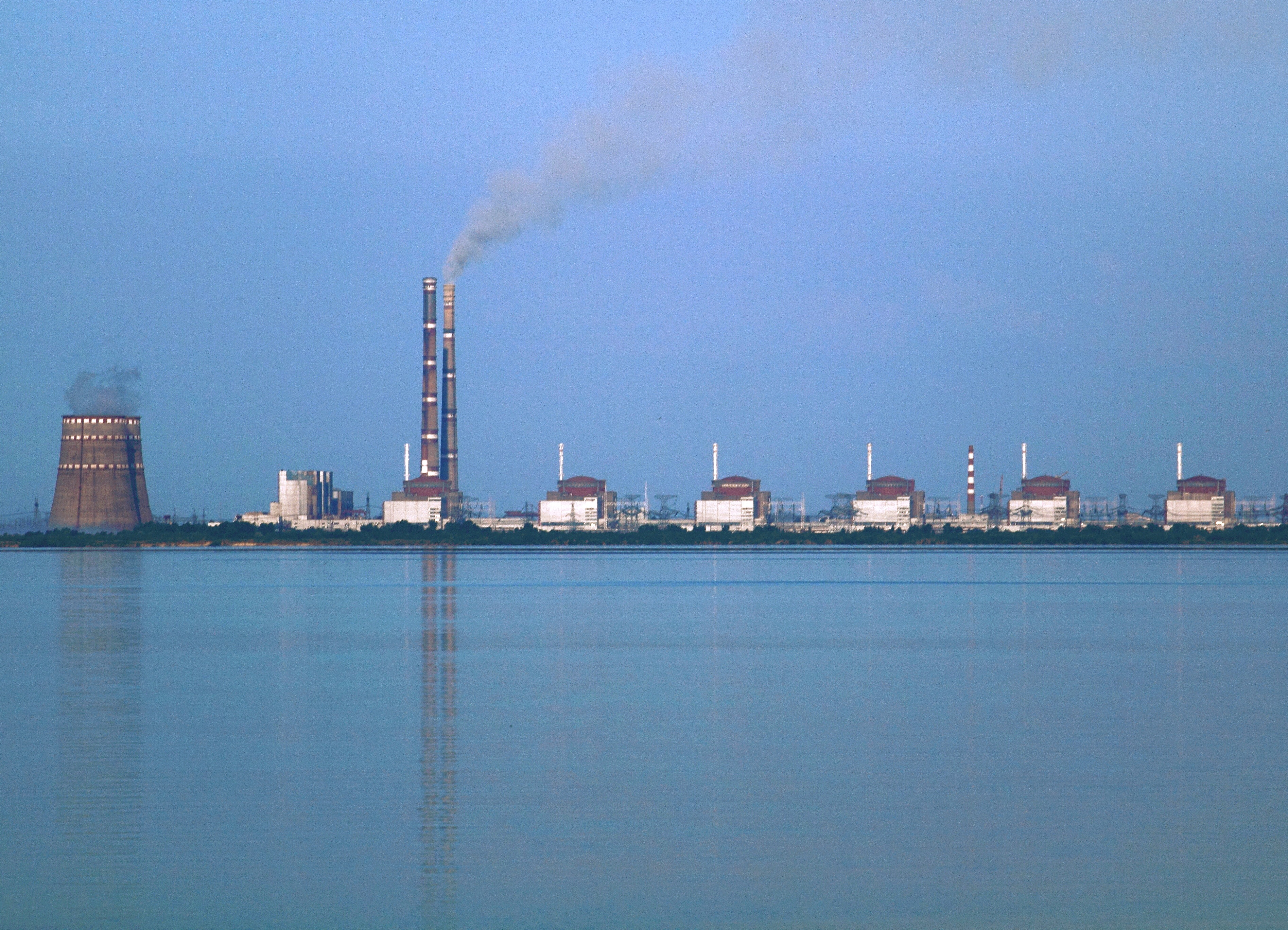
扎波罗热核电站，欧洲最大的核电站

乌克兰的能源主要来自天然气和煤炭，其次是核能和石油。煤炭行业因冲突而中断。大多数天然气和石油是进口的，但自2015年以来，能源政策优先考虑能源供应多元化。
國內的发电核能佔一半，而煤炭佔四分之一。欧洲最大的核电站扎波罗热核电站位于乌克兰。2019年化石燃料补贴为22亿美元。直到2010年代，乌克兰的所有核燃料都来自俄罗斯，但现在已只佔少部分。
2020年，乌克兰中转的天然气比世界上任何其他国家都多，它仍然是俄罗斯向欧洲出售天然气的主要中转路线，每年为乌克兰赚取约30亿美元的过境费，成为该国的最赚钱的出口服务。尽管天然气运输量正在下降，但2021年，超过400亿立方米(億立方米)的俄罗斯天然气流经乌克兰，约占俄罗斯向其他欧洲国家出口的三分之一。一些能源基础设施在2022年俄罗斯入侵乌克兰时遭到破坏。

## 概述

苏联解体后，能源消耗在20世纪后期有所下降。

乌克兰拥有多元化的能源结构，没有燃料占该国能源来源的三分之一以上。主要燃料传统上是煤炭，2018年下降到30%。天然气（28%）和核能（24%）紧随其后。

## 天然氣
據估計，烏克蘭擁有超過1萬億立方米的天然氣儲量，2018年在已探明天然氣儲量的國家中排名第26位。其總天然氣儲量估計為5.4萬億立方米。2021年，烏克蘭生產了198億立方米的天然氣。為了滿足當年273億立方米的國內需求，烏克蘭依靠天然氣進口（26億立方米）和從地下儲存（49億立方米）撤出。冬季需求可以達到每日1.5億立方米。為了滿足國內需求，烏克蘭計劃將國內天然氣產量提高到270億立方米。
在蘇聯時期，烏克蘭在1976年的產量為687億立方米。在1991年獨立時，產量為266億立方米，到1990年代下降到180億立方米左右。自2000年代中期以來，產量穩定在200至210億立方米之間。根據經合組織發布的一份報告，國內的天然氣生產有超過7成都是由國有公司Naftogaz的子公司 UkrGasVydobuvannya 開採。烏克蘭的私營天然氣生產公司有DTEKOil&Gas、Ukrnaftoburinnya、Burisma、SmartEnergy、PoltavaPetroleumCompany、GeoAllianceGroup 和 KUB-GAS。
烏克蘭危機爆發後，烏克蘭於2015年11月停止從俄羅斯購買天然氣，以減少對天然氣的依賴，而是間接從西歐貿易商那裡購買天然氣，作為途經烏克蘭的俄羅斯天然氣的一部分。在2006年和2008年兩國的天然氣爭端中，俄羅斯停止向烏克蘭輸送天然氣。2009年，歐盟從俄羅斯買入的天然氣，高達8成都通過烏克蘭而運送。

## 煤炭

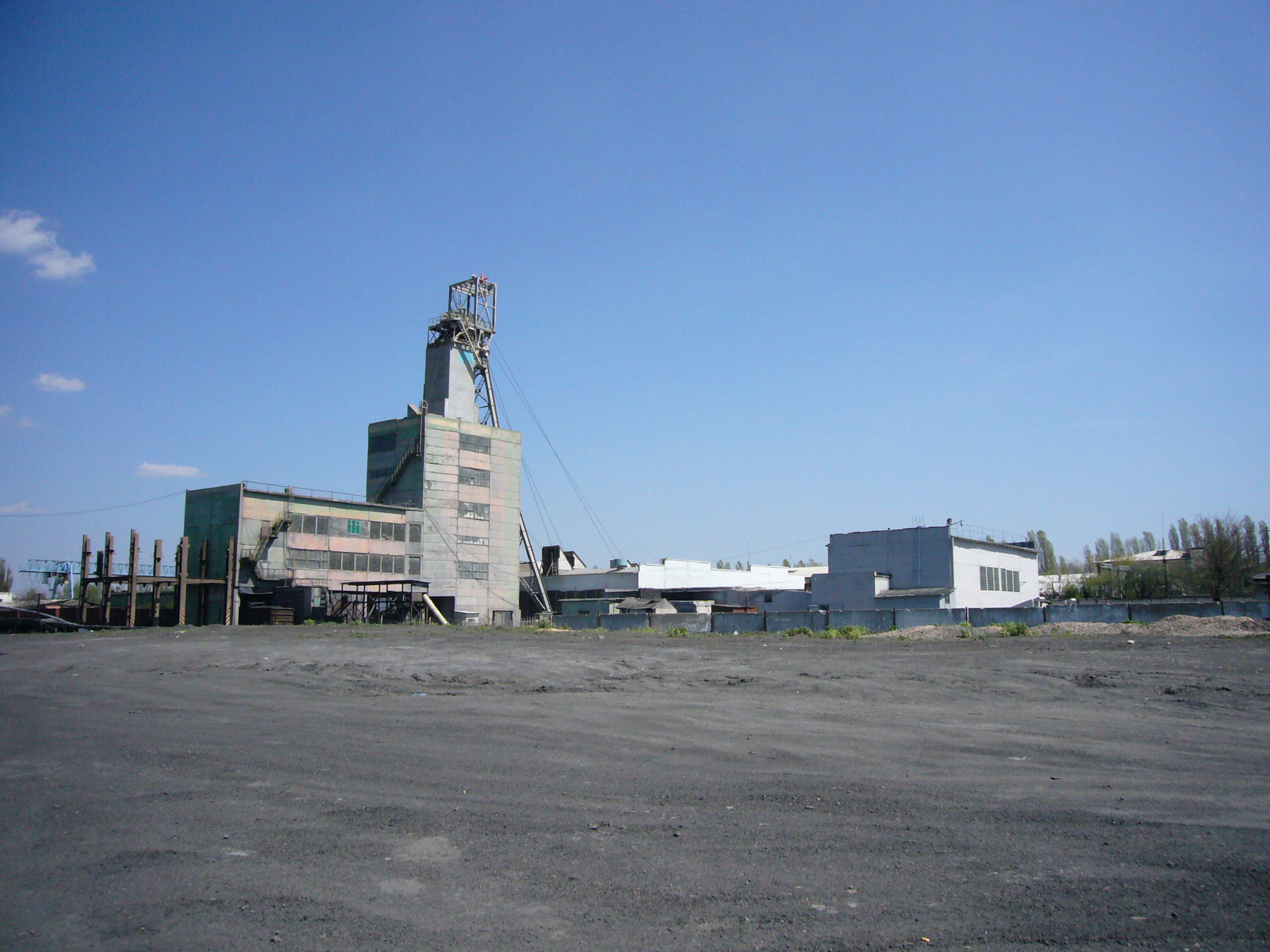
泰爾尼夫卡附近的薩馬爾斯卡煤礦

煤炭開採歷來是烏克蘭的重要產業。烏克蘭的煤礦開採通常與富煤的頓巴斯盆地有關。然而，這並不是唯一的煤炭開採區，還有利沃夫-沃里尼亞盆地和第聶伯河褐煤開採盆地。位於烏克蘭東部的頓巴斯盆地是該國最發達和規模最大的煤礦區。
直到近年，烏克蘭還是歐洲第三大煤炭生產國。1976年，全國產量為2.18億公噸。到2016年，產量已降至4100萬噸。的烏克蘭東部的頓巴斯盆地擁有全國近9成的儲量，並產生三個相關的問題：(1) 礦山利潤不足以維持資本投資，導致採礦設備和工藝已有至少20年的歷史，(2) 政府聽取了國際貨幣基金組織的建議，已停止每年6億美元的採礦補貼，以及 (3) 烏克蘭政府拒絕從自稱的頓涅茨克人民共和國和盧甘斯克人民共和國控制的礦山購買。

## 电力

1985-2020年按来源划分的电力生产

发电量从1991年的296TWh下降到1999年的171TWh，然后缓慢增加到2007年的195TWh，然后再次下降。
2011年，乌克兰加入了欧洲能源共同体，但在实施欧洲能源法规方面进展缓慢。
2014年总发电量为 183 TWh；88 TWh 来自核能，71 TWh 来自煤炭，13 TWh来自天然气，9 TWh 来自水力发电。输电损耗为 20 TWh 后，电力消耗为 134 TWh，峰值需求约为 28 GWe。8 TWh出口到欧洲。2015年发电量下降至约 146 TWh，主要是由于顿巴斯战争导致无烟煤供应下降。
2019年7月1日，一个新的批发能源市场启动，旨在为发电市场带来真正的竞争，并有助于未来与欧洲的融合。这一变化是获得欧盟援助的先决条件。这导致7月份工业消费者的价格上涨了14%至28%不等。烏克蘭國家核電公司的大部分产品被出售给政府的“保证买家”，令国内客户的价格更稳定。

### 与欧洲的电网同步
自2017年以来，乌克兰试图摆脱对俄罗斯统一电力系统的依赖，转而向西连接欧洲大陆的电网，从而参与欧洲电力市场。连接该国与邻国波兰、罗马尼亚、斯洛伐克和匈牙利电网的电纜雖仍存在，但已断电。
乌克兰與歐洲一体化的一个必要先决条件是该国成功地证明它能够以孤岛方式运行，並保持对自身频率的控制。要做到这一点，需要断开与统一电力系统折斷连接，并将日期定为2022年2月24日。雖然這最終也巧合是俄罗斯入侵乌克兰的開始，但计划仍如常进行。乌克兰向其所属的欧洲输电系统运营商集体的運營商組織提出了与欧洲电网同步的紧急请求，并終于2022年3月16日为西部电路通电，使乌克兰和摩尔多瓦都一起加入欧洲电网。2022年3月16日，乌克兰和摩尔多瓦电网与欧洲电网的试验同步开始。

### 核能

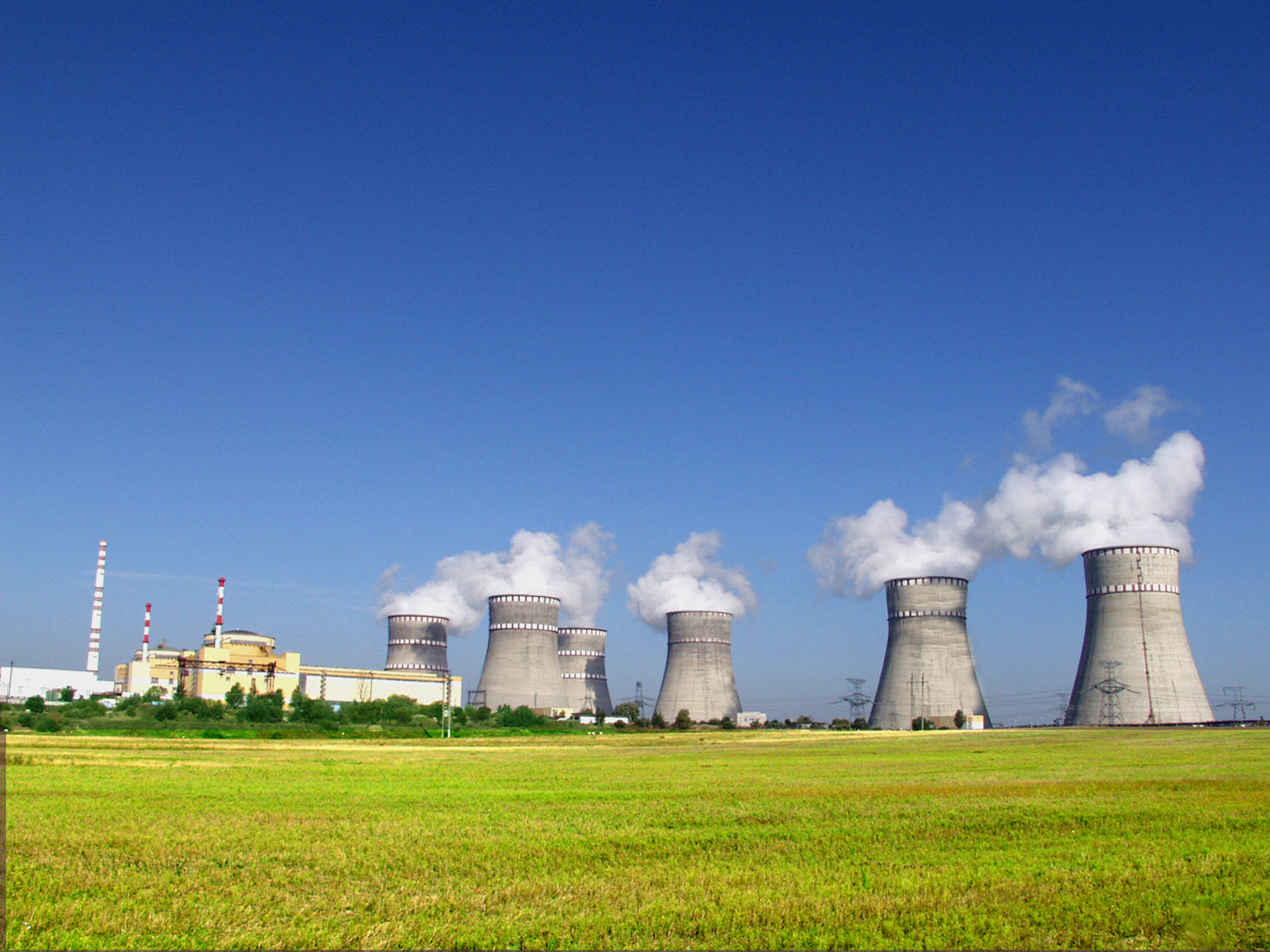
羅夫諾核電廠

烏克蘭在沃里尼亞和國家南部運營共四座核電站和15座反應堆。核電總裝機容量超過 13 GWe，2020年位居世界第7位。烏克蘭國家核能公司運營著烏克蘭所有四個運作中的核電站。2019年，核電供應了烏克蘭20%以上的能源。
2020年70太瓦時的發電量是核能，超過一半。如按核能佔總發電量的比例，更是全球第三大，只次於法國和斯洛伐克。歐洲最大的核電站亦位於烏克蘭。
1986年烏克蘭北部的切爾諾貝利災難是迄今為止世界上最嚴重的核事故。
2014年12月，由於頓巴斯戰爭和扎波羅結核電廠的六個反應堆之一被關閉，烏克蘭的燃煤發電站缺乏煤炭，導致全國某范圍內輪流停電。由於俄烏戰爭，核電站亦有遭受破壞。

### 再生能源

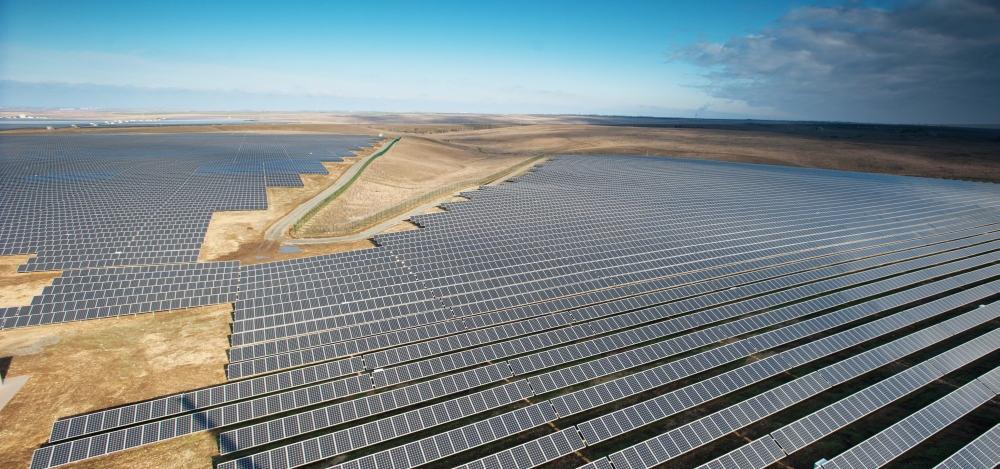
克里米亚的太陽能公園

在烏克蘭，可再生能源在總能源結構中的比例不到5%。2020年，10%的電力來自可再生能源，分別為：水能(5%)、風能(4%)和太陽能(1%)而組成。生物質也能提供可再生熱量，但至今仍未被大量使用。

## 金融
乌克兰于2012年在亚努科维奇任內期间，与中国国家开发银行签署了一项原则上价值36.5亿美元的贷款协议，这取决于煤炭和天然气行业商定开发项目的发展情况。然而，到2017年4月，由于烏克蘭的天然氣公司和國內的能源部未能達成共識”，乌克兰終沒有同意任何合适的项目。